# Casa Caetano de Campos
Fachada principal da Casa Caetano de Campos
A Casa Caetano de Campos, localizada em São Paulo, é considerada um dos marcos do processo de renovação do ensino no Brasil. Inaugurado em 2 de agosto de 1894 durante um período de grandes investimentos no setor da educação, o edifício foi desenvolvido para sediar a Primeira Escola Normal da Capital, que ficou conhecida como Escola Normal Caetano de Campos em uma homenagem ao médico e professor Antônio Caetano de Campos, diretor da instituição no período em que se passou a reforma do ensino paulista. Além disso, em 1934, funcionou como suporte para a implementação da Universidade de São Paulo (USP) e acolheu por um tempo a Faculdade de Filosofia, Ciências e Letras.
Após as duas unidades de ensino serem transferidas do local e uma grande reforma ser realizada em sua estrutura por volta de 1978, o imóvel passou a funcionar como sede da Secretaria da Educação do Estado de São Paulo e abriga, até hoje, os funcionários da pasta. Sua demolição chegou a ser discutida na década de 70, quando o projeto de implementação da linha vermelha do metrô de São Paulo sugeria a construção da Estação República em suas imediações. A proposta foi recusada e o prédio foi tombado como patrimônio histórico pelo Conselho de Defesa do Patrimônio Histórico Arqueológico, Artístico e Turístico (Condephaat) em 1978, dada sua relevância arquitetônica e histórica.

## História

### Antecedentes
No ano de 1834, quando o Brasil ainda era dividido em províncias administrativas, um ato adicional conferiu às chamadas Assembleias Legislativas Provinciais o poder de decidir a respeito da instrução pública de seu próprio território. Tal mudança na constituição nacional, ao autorizar que cada órgão implementasse medidas e criasse estabelecimentos específicos para administrar sua região, acabou por impactar diretamente a organização do sistema de ensino do país, que ficou vinculado às iniciativas individuais de cada província. Assim, foi a partir dessa época que, sem obedecer qualquer sistematização entre as províncias, as primeiras escolas normais brasileiras começaram a ser fundadas - em 1835 no Rio de Janeiro, em 1840 em Minas Gerais e em 1841 na Bahia.
Seguindo a mesma lógica, a primeira Escola Normal de São Paulo foi instalada em 1846 em um edifício anexo à catedral da Sé, no centro da cidade, com o propósito de promover a instrução primária na região. Sob o comando de Doutor Manuel José Chaves, o primeiro professor e diretor da instituição, a unidade era destinada unicamente ao público masculino, recebia alunos de aproximadamente dezesseis anos e matriculava uma média de onze a vinte e um jovens por ano. O curso, composto por matérias como gramática, aritmética, caligrafia, religião e noções pedagógicas, ainda possibilitava que os estudantes, quando formados, exercessem cargos de instrução básica sem a necessidade da aprovação por meio de concursos. Porém, dada a falta de investimento público no ensino brasileiro e a grande precariedade material que era enfrentada dentro das salas de aula, as atividades da instituição foram pausadas em 1867.
Oito anos após seu fechamento, a Escola Normal teve que ser reaberta por conta da lei da obrigatoriedade do ensino, promulgada em 22 de março de 1874. A decisão, além de submeter ao sistema de educação todos os meninos de sete a catorze anos e meninas de sete a onze anos, incentivou que pelo menos uma escola primária fosse instalada em cada vila e cidade da província paulista. Neste período, a Escola Normal funcionou em uma ala da Faculdade de Direito do Largo São Francisco e passou a aceitar alunos ambos os sexos - apesar de ainda haver grande distinção entre as grades curriculares, locais e horários de estudo. Desde sua segunda inauguração até o ano de 1878, época em que foi fechada novamente, foram matriculados 124 rapazes e 90 meninas, dos quais uma parte significativa conquistou a carta de habilitação para trabalhar como educador.
Paralisada novamente após alegar instalações precárias, material didático insuficiente e baixa frequência de alunos, a escola de formação de professores só voltou a funcionar em 1880 por meio da intervenção do próprio Laurindo Abelardo de Brito, então presidente da Província de São Paulo. Desta vez, a instituição foi instalada na Rua do Tesouro, onde funcionou dentro do prédio do Fórum Civil paulista, e posteriormente se mudou para a Rua da Boa Morte, hoje conhecida como Rua do Carmo, também no centro da cidade. Estendido para três anos, o curso passou a ser ministrado por cinco professores e hospedou, em um prédio anexo, dois colégios preparatórios, sendo um masculino e um feminino. Para trabalhar neles, os professores eram recrutados por meio de concursos e nomeações.
Com o crescimento dessa prática e, consequentemente, a necessidade por profissionais que preparassem de forma eficiente os alunos primários, o Partido Republicano da época organizou uma nova proposta educativa, sugerindo mudanças no regimento interno da Escola Normal de São Paulo. O documento, redigido pelo jornalista Francisco Rangel Pestana, passou a vigorar dentro da província a partir da Proclamação da República, em 1889, recriando a Escola Normal da Capital e implementando o conceito das escolas modelo a partir do método intuitivo de ensino proposto por Pestalozzi.
Foi a partir da mudança no cenário político brasileiro que a educação paulista, até então sem uma sistematização aparente e centrada em traços como a imposição da obediência e a elitização do acesso ao conhecimento, passou a seguir conceitos mais liberais e priorizou a secularização do ensino primário, além de uma difusão mais expansiva do saber acadêmico. Essa reforma metodológica teve como objetivo principal elevar a qualidade do ensino e graduar, a longo prazo, cada vez mais pessoas capacitadas para trabalhar no sistema educacional. Assim, tanto a grade curricular da Escola Normal quanto sua direção sofreram alterações, incluindo matérias de ciência introdutória mais aprofundadas e elegendo o médico Antonio Caetano de Campos como novo diretor da unidade. A indicação para o cargo se deu por meio do próprio Rangel Pestana, que estudara com Campos anos antes.
A nova organização, colocada em prática a partir de 1890, também transformou os colégios que já funcionavam como anexos à Normal em escolas modelo, dentro das quais as inovações lecionadas em sala de aula para os futuros professores eram testadas e implementadas no dia a dia do ensino primário. Com o passar do tempo e a comprovação de sua eficácia, a medida foi estendida e, por meio da lei número 88 de 8 de setembro de 1892, passou a abranger toda a educação pública do Estado de São Paulo. Funcionando como exemplo pedagógico, foi a partir dela que o regimento interno da educação paulista estabeleceu a obrigatoriedade de que seus funcionários frequentassem a Escola Normal paulista para que, posteriormente, aplicassem em sala todas as técnicas ali adquiridas.
A Escola Normal exerceu suas atividades no local até 1894, época em que surgiu a necessidade de se criar um espaço definitivo e apropriado para abriga-la. Em 1890, então, o governo da Província reservou uma parte de seu orçamento para a construção de um edifício que servisse apenas para hospedar a escola preparatória e seus colégios modelos.

### Construção

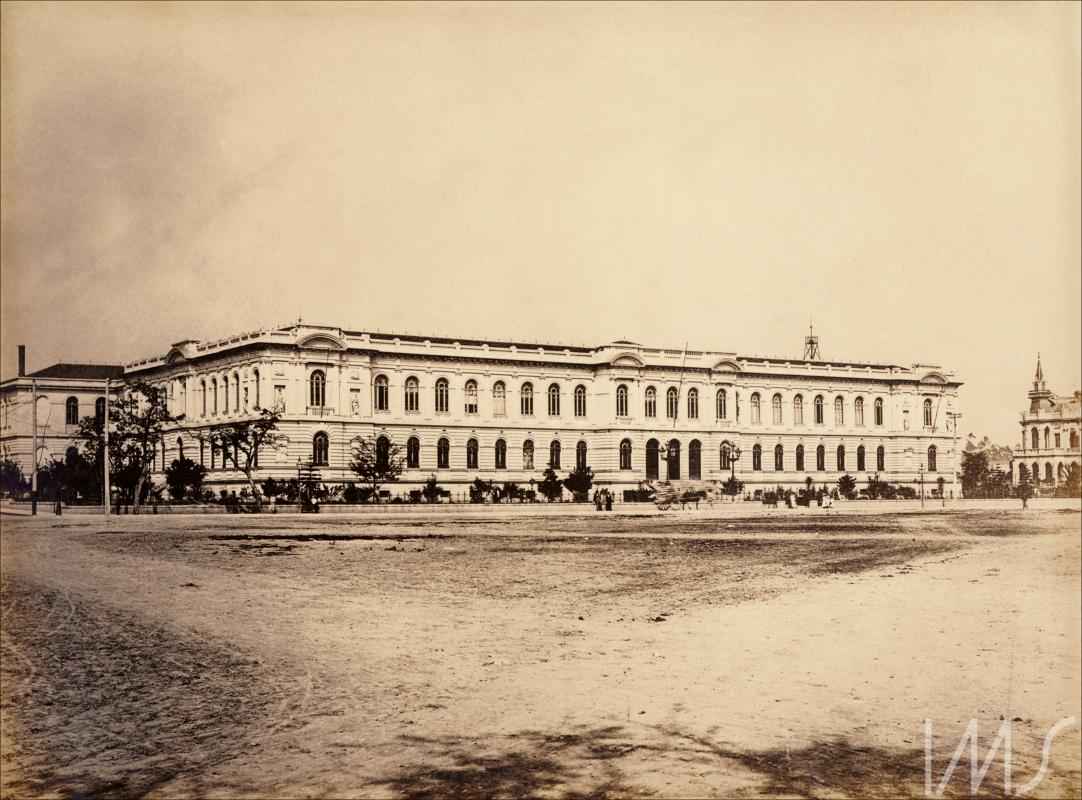
Fachada da Escola Normal de São Paulo, na Praça da República, em 1900

O prédio destinado à Primeira Escola Normal de São Paulo teve o projeto autorizado em 1890 através de um decreto assinado pelo então atual presidente da Província, Doutor Prudente de Moraes, interessado em dar continuidade à política de aprimoramento da educação paulista. Sua planta, iniciada pelo Superintendente de Obras Públicas, Antonio Francisco de Paula Souza, e posteriormente desenvolvida pelos arquitetos Francisco de Paula Ramos de Azevedo e Domiziano Rossi, seguiu um estilo arquitetônico neoclássico. Foi nessa época que a Escola Normal passou a ser conhecida também por Instituto Caetano de Campos, em uma homenagem ao seu diretor.
Instalada na Praça da República, em um terreno do centro da Capital paulista pertencente à Prefeitura Municipal, a instituição era originalmente composta por uma única ala principal e dois pavilhões independentes, onde escolas modelo foram implementadas meses após a inauguração de 1894. Com o passar dos anos, o Instituto enfrentou algumas reformas e, por volta de 1930, ganhou mais uma ala - abrigando por um tempo a Faculdade de Filosofia, Ciências e Letras da Universidade de São Paulo (USP).

### Estação República do Metrô
Durante seu funcionamento, por volta de 1975, o projeto de expansão do transporte público da Capital sugeriu a demolição do prédio sede da Escola Caetano de Campos para que, na praça onde estava localizado, fosse construída a Estação República do Metrô. Essa proposta foi apresentada pelo presidente da Companhia do Metropolitano de São Paulo, Plínio Assman, que a justificou alegando que a instalação do referido ponto em qualquer outro lugar teria custos muito elevados. Relatórios realizados e divulgados na época por equipes técnicas do Metrô também indicavam que, para dar prosseguimento à tal construção, o edifício teria que ser implodido.
A mudança acabou por causar grande comoção popular, mobilizar a opinião pública e dar início a uma campanha a favor da preservação do local, fazendo com que o Conselho de Defesa do Patrimônio Histórico, Arqueológico, Artístico e Turístico (CONDEPHAAT) realizasse um extenso estudo a respeito do imóvel para que seu reconhecimento como patrimônio histórico fosse viabilizado o mais rápido possível.
A destruição do bem só foi impedida após o órgão de preservação entrar em contato com o engenheiro londrino Jonh Whitifield, que estudou a situação e concluiu que o processo de demolição do prédio não seria necessário para dar continuidade à expansão da malha de transporte do Estado.
Já em meio ao início das obras do Metrô no local, o edifício foi tombado pelo CONDEPHAAT em 1978.

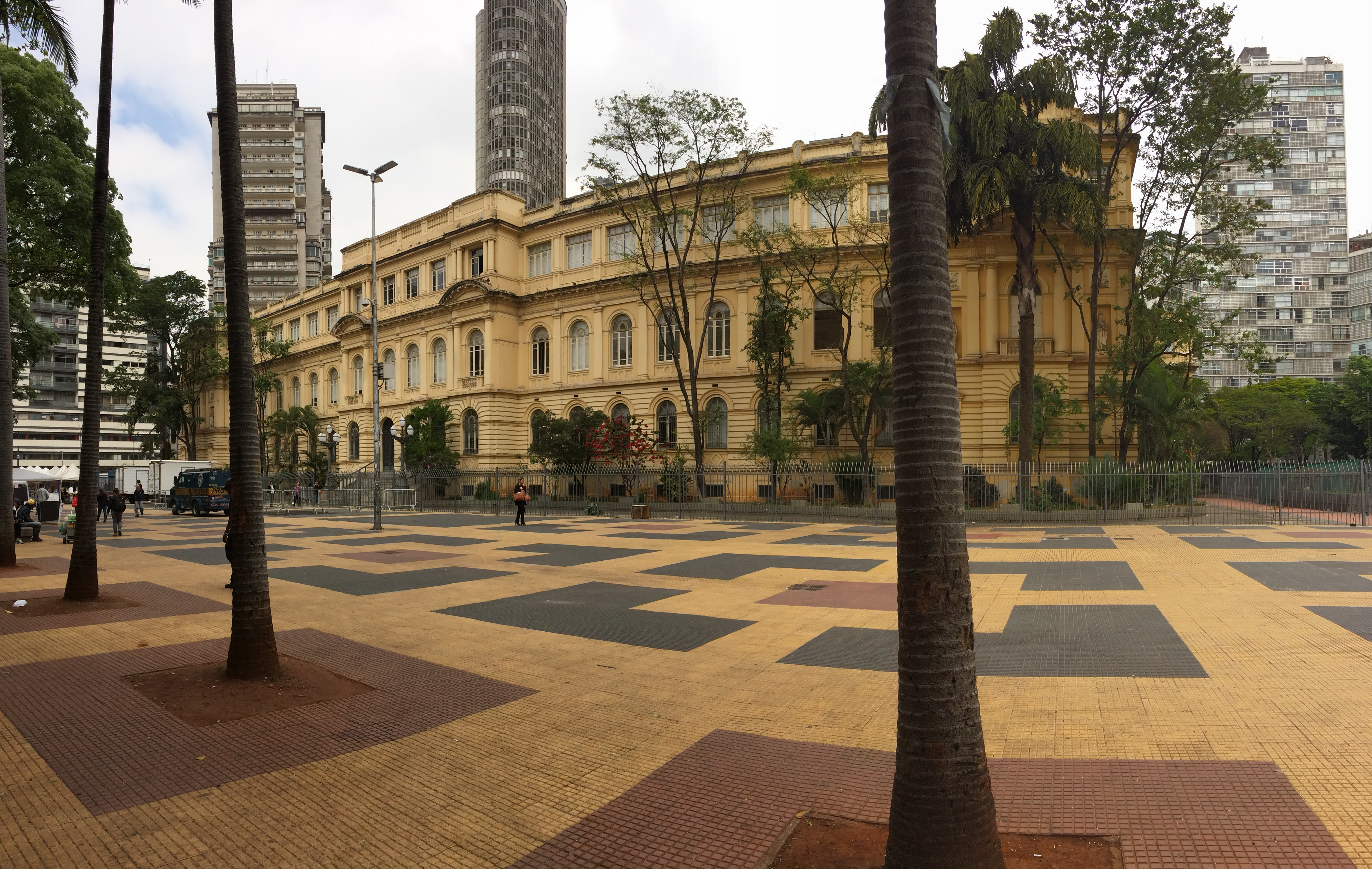
Vista lateral da Casa Caetano de Campos, na Praça da República

### Secretaria da Educação do Estado de São Paulo
A partir do ano de 2003, o Palácio das Indústrias tornou-se a sede da Secretaria Estadual da Educação. A decisão foi tomada durante a gestão do governador Geraldo Alckmin e teve sua publicação no Diário Oficial do Estado de São Paulo em 19 de maio de 2003. Essa mudança foi realizada sob o propósito de que a antiga Escola Normal da Capital deveria ser realocada para um edifício novo e mais preparado para receber os alunos e funcionários da instituição. Mesmo tal medida tento enfrentado certa resistência da Associação de Pais e Mestres (APM) da Caetano de Campos, o colégio foi transferido para um prédio na Rua Pires da Mota, no bairro da Aclimação, onde permanece até os dias de hoje.

## Características arquitetônicas
O edifício do Instituto Caetano de Campos é considerado um grande exemplar do estilo neoclássico de arquitetura. O projeto é mais uma das inúmeras obras do arquiteto Ramos de Azevedo que se espalham pela região central da cidade de São Paulo. O prédio conta com 225 janelas, 86 metros de largura e 37 metros de profundidade nos pavilhões laterais, além de um porão habitável.
Originalmente com dois andares, sendo um térreo para abrigar a seção de oficinas e um suspenso destinado às salas de aulas teóricas e à administração da escola, o edifício era dividido em dois setores independentes para separar a ala masculina da ala feminina, tendo cada um deles áreas reservadas para a Escola Normal e a escola modelo. Entre os anos de 1897 e 1909, o prédio sofreu duas ampliações significativas, ganhando dois pavimentos anexos que possibilitaram a construção de aproximadamente quarenta salas no decorrer dos anos.
No final da década de 1930, o prédio ganhou um novo piso para abrigar a Faculdade de Filosofia, Ciências e Letras da Universidade de São Paulo. Uma nova reforma foi realizada em 1979, quando o prédio passou a abrigar a Secretaria da Educação do Estado de São Paulo.

## Significado histórico e cultural
A importância atribuída à Casa Caetano de Campos está diretamente relacionada com o processo de aperfeiçoamento e a sistematização do ensino primário paulista, iniciado por volta do ano de 1889.
Tendo funcionado como sede da Escola Normal de São Paulo, o edifício é visto como referência de uma época em que grandes investimentos foram direcionados para o setor educacional do Estado e, consequentemente, inúmeras melhorias incidiram sobre os alunos e os funcionários da educação pública.

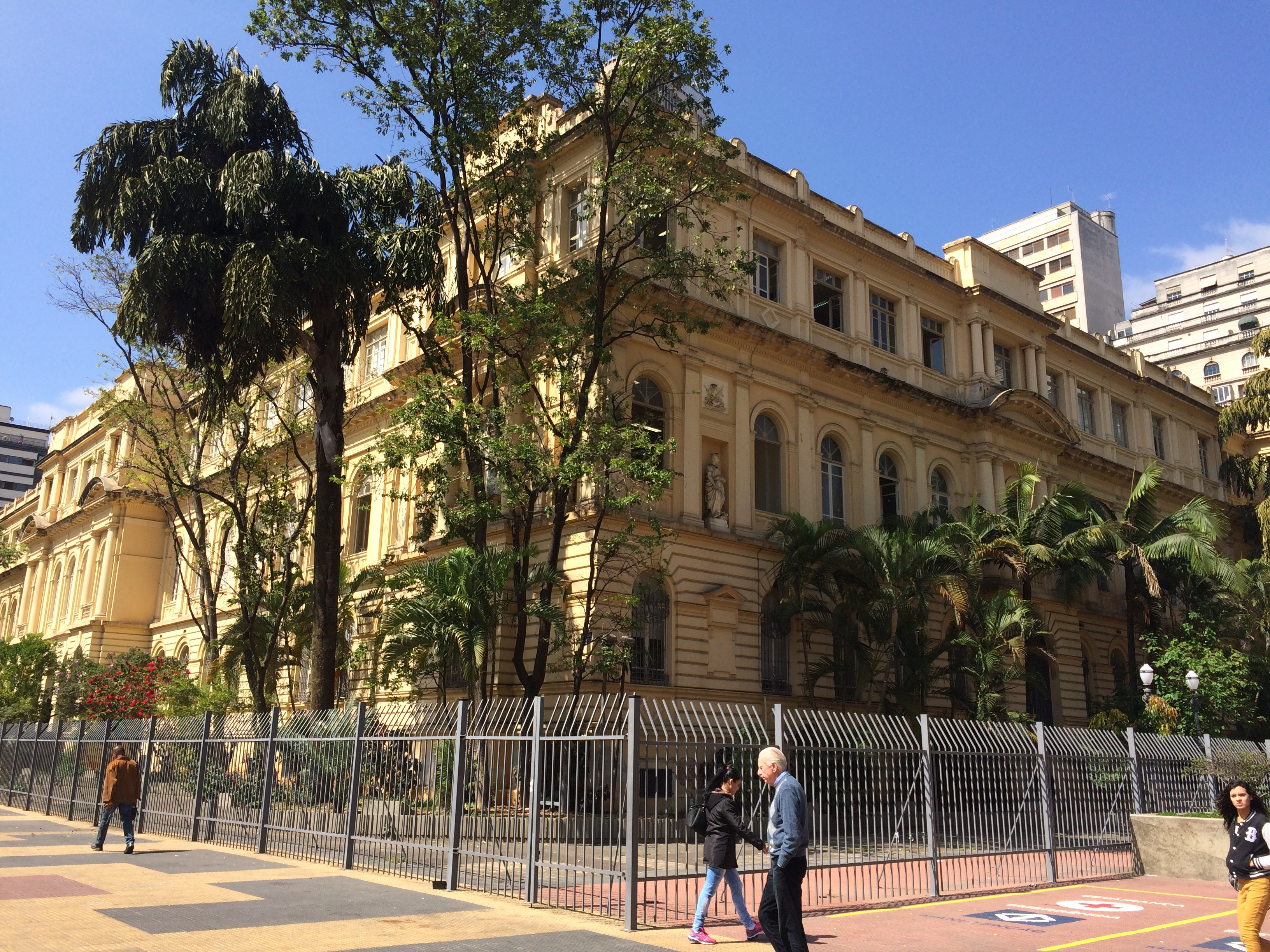
Vista da fachada lateral da Casa Caetano de Campos

#### Tombamento
Através da Resolução de 26 de novembro de 1975 do Conselho de Defesa do Patrimônio Histórico, Arqueológico, Artístico e Turístico (CONDEPHAAT), o tombamento da Casa Caetano de Campos como monumento histórico foi publicado no Diário Oficial do Estado de São Paulo no dia 4 de junho de 1976.
A íntegra do documento está digitalizada e o processo de tombamento do edifício é aberta para consulta online.

## Estado atual
Atualmente, o edifício funciona como sede da Secretaria Estadual da Educação. O local já abrigou funcionários das gestões:
- Gabriel Chalita (2003 - 2007).
- Maria Helena Guimarães Castro (2007 - 2009).
- Paulo Renato de Souza (2009 - 2010).
- Herman Voorwald (2011 - 2015).
- José Renato Nalini (2016 - 2018).
- João Cury Neto (2018).
- Rossieli Soares da Silva (atualmente).

## Galeria

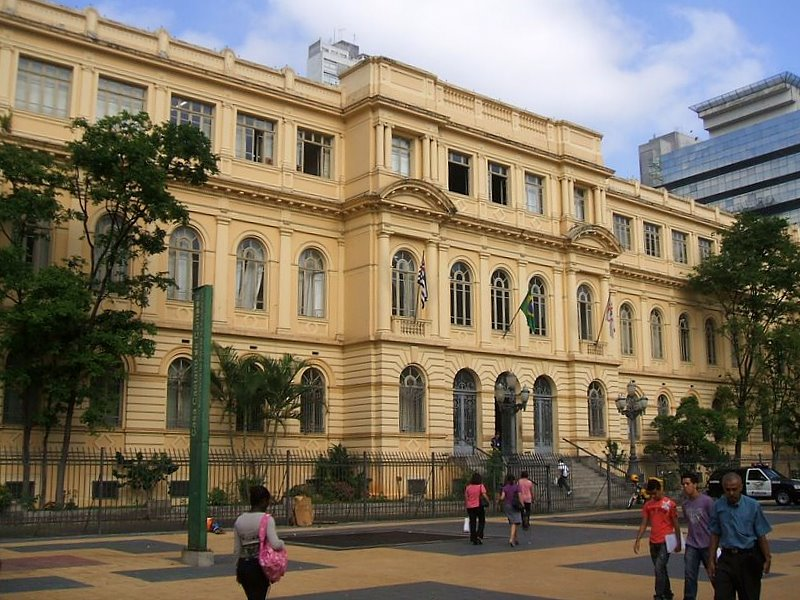
Vista lateral da fachada da Casa Caetano de Campos
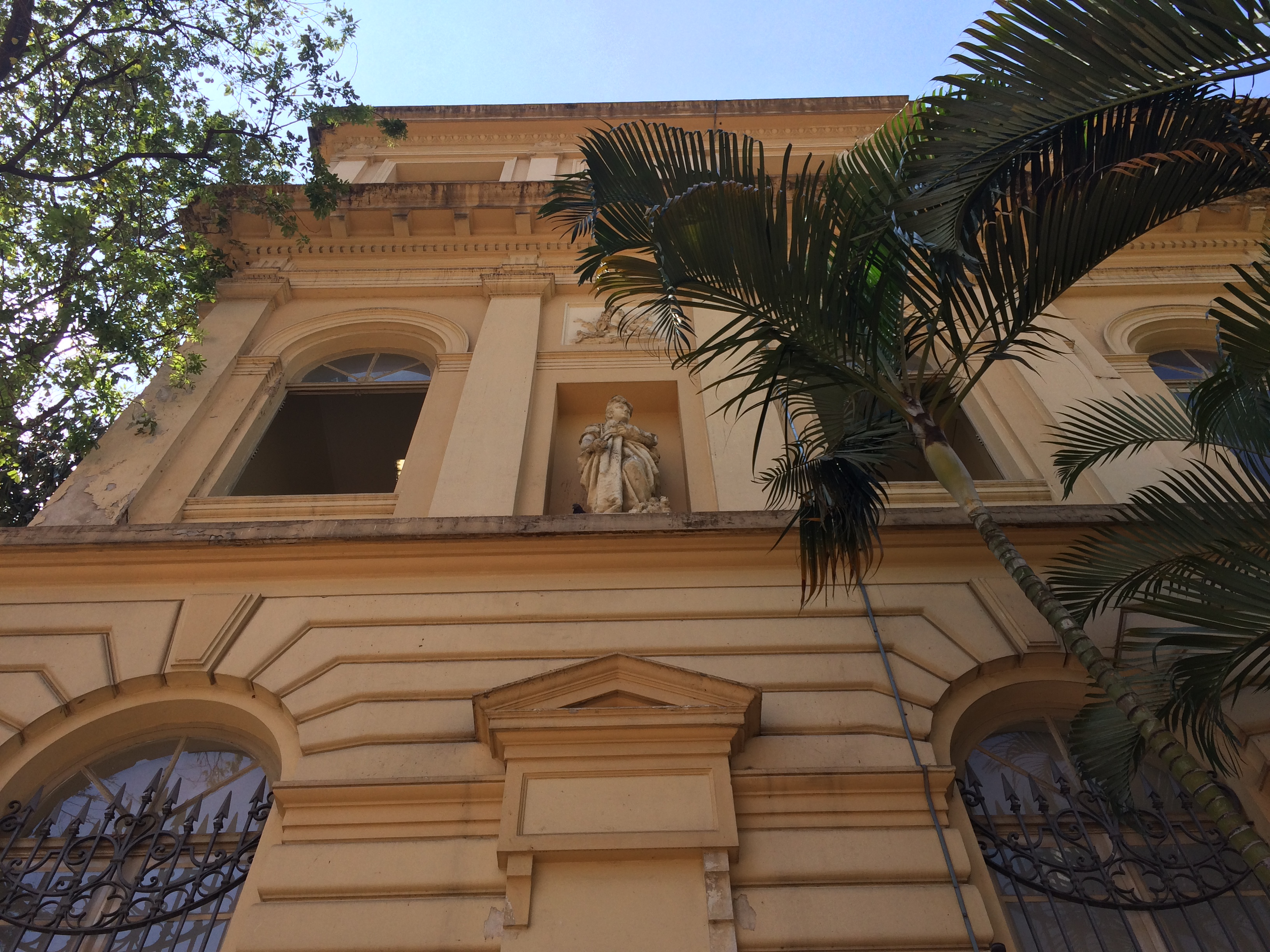
Detalhe do estilo arquitetônico da Casa Caetano de Campos
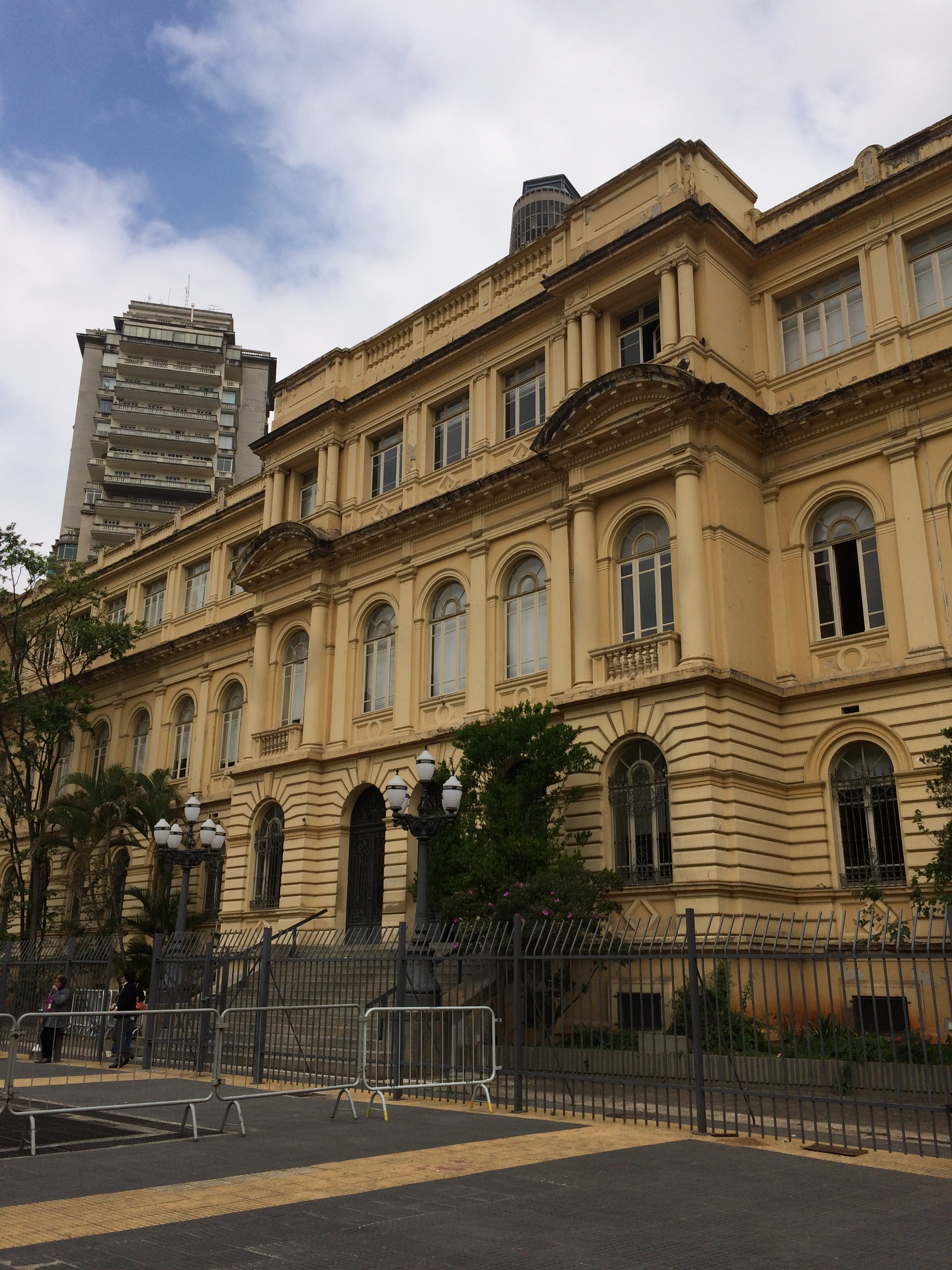
Vista lateral da fachada da Casa Caetano de Campos
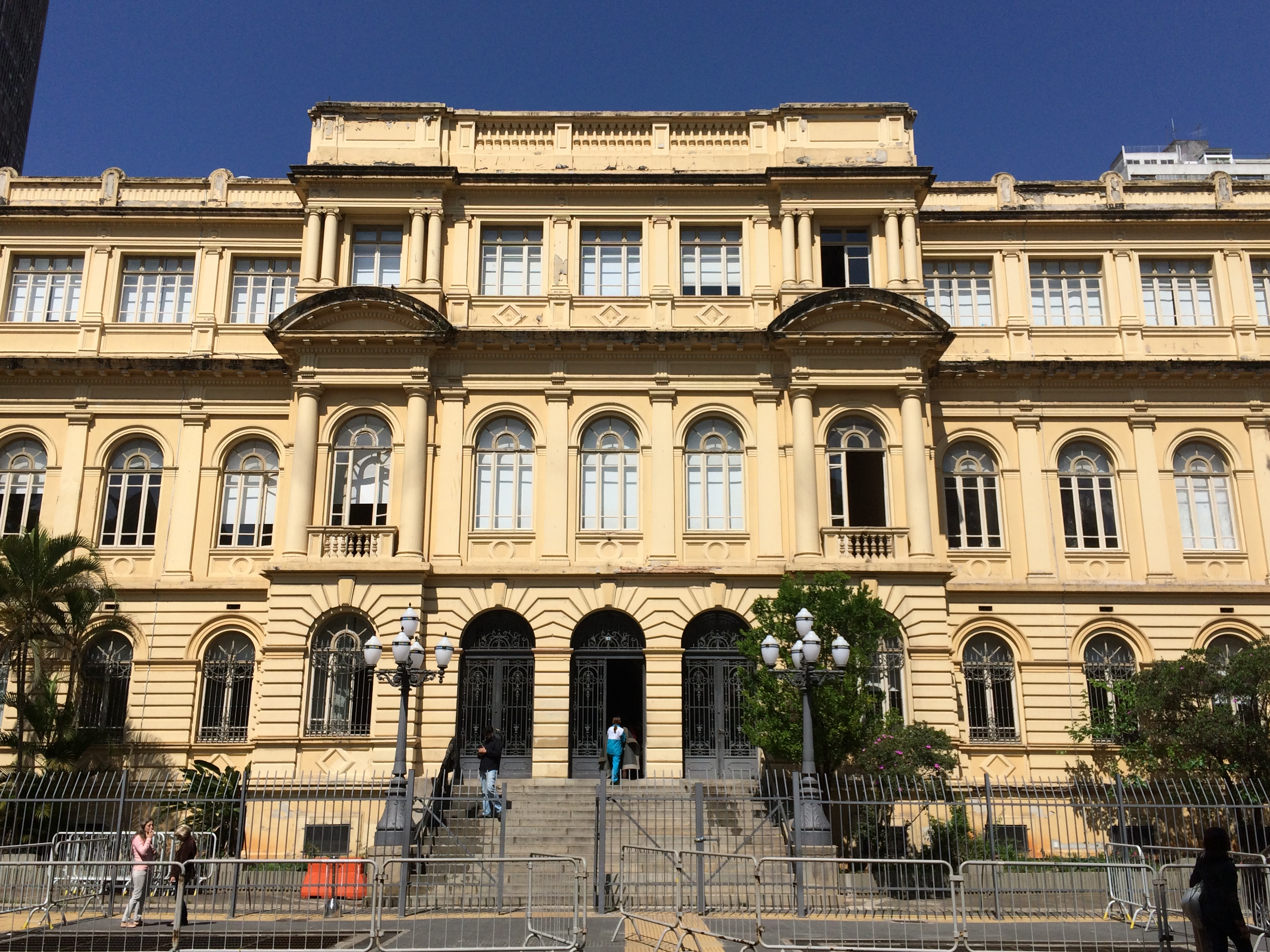
Vista frontal da fachada da Casa Caetano de Campos
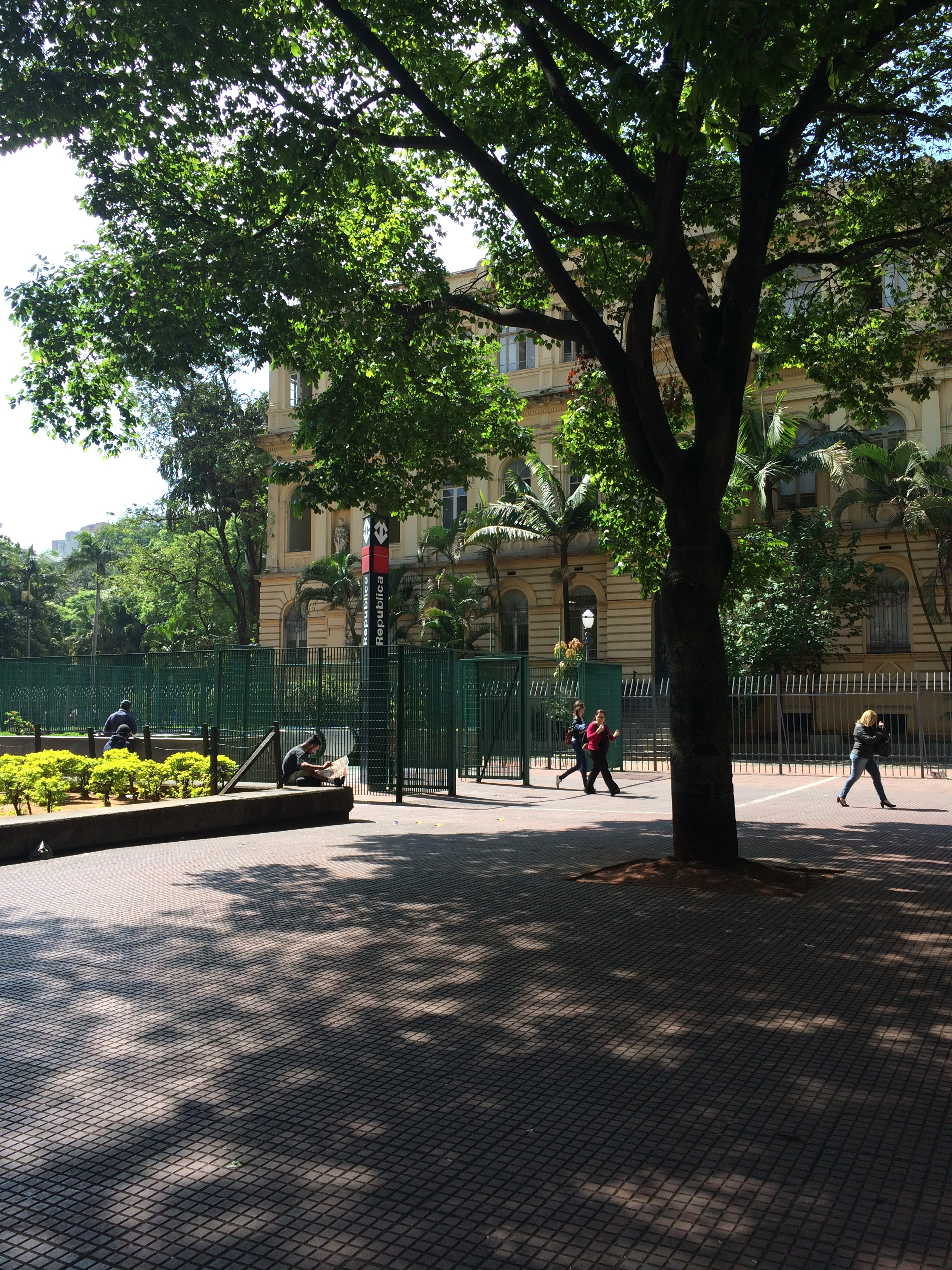
Entrada da Estação República do Metrô de São Paulo, localizado na Praça da República
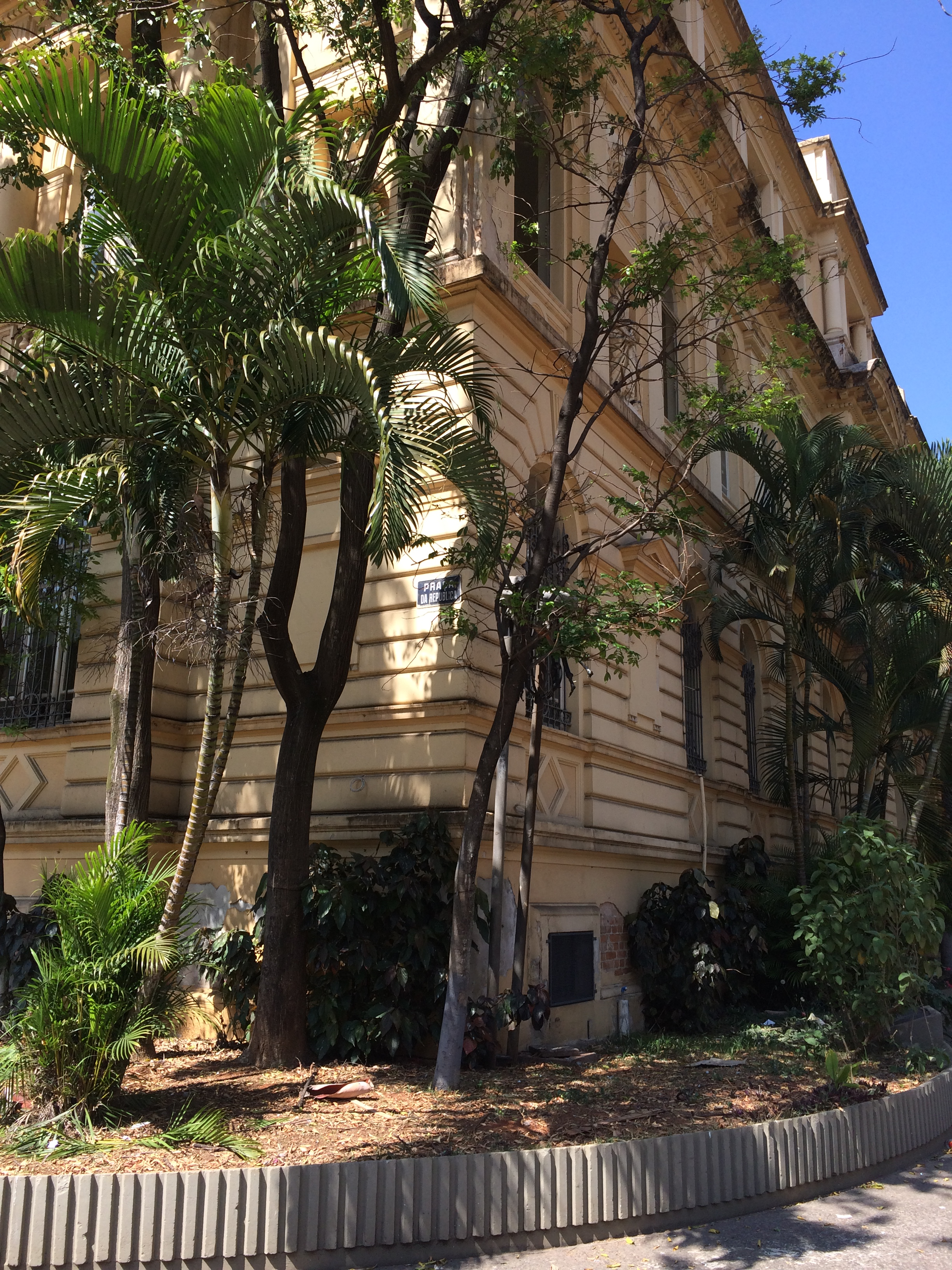
Detalhe lateral da arquitetura da Casa Caetano de Campos